# Zaira neomexicana
Zaira neomexicana är en tvåvingeart som först beskrevs av Townsend 1892.  Zaira neomexicana ingår i släktet Zaira och familjen parasitflugor. Inga underarter finns listade i Catalogue of Life.